# Vitlöksproduktionen i Kina
Vitlöksproduktionen i Kina är betydelsefull för hela världens vitlöksindustri, eftersom Kina står för 80 procent av världens totala produktion och är den ledande exportören. Efter Kina är Indien (5 procent av världens produktion) och Bangladesh (1 procent) andra viktiga producenter. År 2016 producerade Kina 21 miljoner ton årligen.